# (3312) Pedersen
(3312) Pedersen (1984 SN; 1982 FJ2; 1979 VQ; 1978 NS7; 1978 LL; 1974 VH; 1967 JE; 1958 UC; 1953 UN; 1927 UK) ist ein ungefähr 17 Kilometer großer Asteroid des äußeren Hauptgürtels, der am 24. September 1984 vom dänischen Astronomen Karl Augustesen (* 1945) am Observatorium Brorfelde (IAU-Code: 054) entdeckt wurde. Er gehört zur Eos-Familie, einer Gruppe von Asteroiden, die nach (221) Eos benannt ist. Die Rotationsperiode des Asteroiden wurde aufgrund einer Weitfelduntersuchung mit 24,438 Stunden berechnet; diese Beobachtung umfasste jedoch keinen kompletten Rotationszyklus, somit kann sich der Wert vom tatsächlichen Wert ungefähr um 30 Prozent unterscheiden.

## Benennung
(3312) Pedersen wurde nach dem Ehepaar Bodil (1905–1995) und Helge (1905–1998) Pedersen benannt, die einen großen Beitrag zur Popularisierung der Astronomie in Dänemark leisteten, indem sie dem dänischen Volk ein Planetarium (das in Kopenhagen errichtet werden soll) schenkten.
Das vom Ehepaar Pedersen geförderte Planetarium, das Tycho-Brahe-Planetarium, wurde am 31. Oktober 1989 eröffnet, nachdem das Ehepaar Pedersen 1984 eine Stiftung für die Errichtung des Planetariums gegründet hatten.